# Vaszilij Mihajlovics Alekszejev
Vaszilij Mihajlovics Alekszejev (oroszul: Василий Михайлович Алексеев; Szentpétervár, 1881. január 14. – Leningrád, 1951. május 12.) szovjet-orosz sinológus.

## Élete és munkássága
Alekszejev 1902-ben diplomázott a Cári Szentpétervári Egyetemen. 1907-ben Édouard Chavannes-nal beutazták Kínát, amelynek eredményeképpen olyan régi műemlékeket írtak le, amelyek a nyugati sinológia számára korábban ismeretlenek voltak. Kutatóként dolgozott a British Museum, a Bibliothèque nationale de France-ban, a Museum für Völkerkundeban és a Guimet Múzeumban is. 1919-ben társszerkesztője lett az akkor frissen alapított Világirodalmi Könyvkiadónak, amelynek keleti részlegét ő irányította. Szépirodalmi fordításai közül kiemelkedik Pu Szung-ling elbeszéléseinek orosz nyelvű tolmácsolása. Kutatói és tudományszervezői munkássága mellett jelentős szerepet játszott a szovjet-orosz sinológia következő nemzedékének nevelésében is, tanítványa volt J. K. Suckij, L. Ny. Menysikov, I. M. Osanyin, B. L. Riftyin  és sokan mások.

## Fordítás
- Ez a szócikk részben vagy egészben  a(z)   Алексеев, Василий Михайлович (филолог) című orosz Wikipédia-szócikk ezen változatának fordításán alapul.  Az eredeti cikk szerkesztőit annak laptörténete sorolja fel. Ez a jelzés csupán a megfogalmazás eredetét és a szerzői jogokat jelzi, nem szolgál a cikkben szereplő információk forrásmegjelöléseként.
- Ez a szócikk részben vagy egészben  a   Vasiliy Mikhaylovich Alekseyev című angol Wikipédia-szócikk ezen változatának fordításán alapul.  Az eredeti cikk szerkesztőit annak laptörténete sorolja fel. Ez a jelzés csupán a megfogalmazás eredetét és a szerzői jogokat jelzi, nem szolgál a cikkben szereplő információk forrásmegjelöléseként.